# Lukáš Kubáň (piłkarz)
Lukáš Kubáň (ur. 22 czerwca 1987 w Nowym Jiczynie) – czeski piłkarz występujący na pozycji obrońcy. Wychowanek 1. FC Slovácko, w swojej karierze grał także w takich zespołach jak Zbrojovka Brno, Fotbal Trzyniec, GKS Bełchatów, Sandecja Nowy Sącz, Stomil Olsztyn i Wisła Puławy. W 2007 młodzieżowy reprezentant Czech.